# 中島めぐみ (アナウンサー)
中島 めぐみ（なかじま めぐみ、1987年6月5日 - ）は、関西テレビコンテンツデザイン局アナウンス部所属のアナウンサー。現姓は林。

## 来歴
奈良県出身。帝塚山中学校・高等学校卒業、 同志社女子大学学芸学部メディア学科に入学。大学在学中の2008年の3年次には「ミス同志社女子」に選出。2010年3月、同大卒業後の同年4月に、関西テレビに入社。
同局での初鳴きは、アナウンサー研修以後の夏に定時ニュースで行うが、中島は同局で放送していた、『たかじん胸いっぱい』同年5月29日放送分の企画、「事業仕分け! 関西テレビ新人女子アナはだ〜れだ!?」で初鳴き。
以後、バラエティ番組とニュース番組のスポーツキャスターとスポットニュースを担当し、2017年3月から、『報道ランナー』のサブキャスターを担当。
プライベートでは、2012年10月12日、同じ番組の共演者かつ新入社員時代のチューターであったアナウンス部の先輩である、林弘典と結婚した。
その後、出演番組を軒並み降板し、2019年3月末付けにて産休を取得したが、産休後も一部レギュラー番組には出演していた。同年8月21日に第一子を出産したことを発表。性別や生誕日は公表していない。
産後は育休を経て、2020年9月に復帰。2017年以後は主にナレーションがメイン業務となっている。

## 人物
- 元来アイドル好きで、中学時代は松浦亜弥のファンであり、高校時代の学園祭にて歌い踊ったことがあるが、ダンスの覚えが悪いのでノートに動きを書いて反芻していた。また、前述の「ミス同志社女子」参加時に、後の共演者となるはるな愛が当時エアあややで一世風靡していたこともあり、披露した事でミス同志社女子を獲得した。その後の関西テレビの入社試験のカメラテストでもエアあややを披露した結果、目に止まり採用されたという。
- 林との馴れ初めは、中島が新人研修序盤、同局が長年主催し、林が司会を務めた、『3000人の吹奏楽』の現場見学にて、林が会場である大阪ドーム内で迷子になったら申し訳ないと配慮して連絡先を交換。通常業務研修以後、意気投合はしていたが交際には発展していなかった。しかし、プライベートでアナウンス部の同僚と行ったカラオケの場で互いの好みであるAKB48、モーニング娘。やSIAM SHADEをデュエットしたことをキッカケに、後に2人きりで出かけるようになり、中島からの告白を機に交際に発展した。婚姻後、中島の実家至近に居住しており、数年が経過した後に同局の番組である『桃色つるべ〜お次の方どうぞ〜』2016年11月4日放送分にて、初めて夫婦共演を果たし[5]、前述の産後、育休復帰後も再び夫婦での番組出演を行っている[6]。

## 出演番組

### 現在

#### テレビ
- モモコのOH!ソレ!み〜よ!（アシスタント） - 2013年10月 - 2019年8月、2020年10月 -
- お笑いワイドショー マルコポロリ!（アシスタント） - 2017年6月4日 - 2019年4月14日、2020年5月10日、10月25日～
- イキザマJAPAN（ナレーション） - 2014年10月 -
- うまンchu（ナレーション） - 2012年1月 -
- FNN Live News days（関西ローカルパート）※水曜担当 - 2022年10月 -
- カンテレNEWS（不定期）

#### ラジオ
- カンテら!（ラジオ大阪）※サブパーソナリティ - 2021年5月31日

### 過去
- あっぷ&UP!（2010年6月29日）
- スミレ刑事の花咲く事件簿 episode 4（2011年5月2日発売）※オリジナルビデオ
- カンテ〜レ・1年め組の1Minute REPORT（2010年10月18日 - 2011年9月26日）
- 関西発!メジャー音楽学園（2011年7月13日 - 9月28日）
- 情熱★エンためファクトリー どっキング!!!→どっキング48（2010年10月 - 2013年3月）
- ベストスコアへの道! 板東英二のゴルフ道（2011年8月7日 - 2013年3月16日、ナレーション）
- 全国歌がうまい女子アナ決定戦（フジテレビ）- 2012年1月23日 ※関西テレビ代表
- 恋クル リサイクル〜私の元カレ、紹介します〜（2012年2月23日、2012年8月2日 - 30日）
- ロンドンオリンピック直前スペシャル〜伝説の金メダリスト大集合 今だから明かす!ホンネの黄金列伝〜（2012年7月7日、アシスタント）
- デコボコーン!（2012年1月28日 - 2013年5月27日）
- 第5回AKB48選抜総選挙 生放送SP（2013年6月8日、リポーター）
- 時間を支配しろ!クイズ☆ギリドメ!（2012年9月2日、2013年4月 - 6月）
- ラッキー・トリッパー Idol オン・ザ・ラン（2013年4月 - 2014年3月、ナレーション）
- カンテーレ1955（ナレーション）
- 岡田圭右のナイス「パァ!」ゴルフ （ナレーション） - 2013年4月 - 2014年9月
- モテモテかんぱにーR25（ナレーション） - 2013年4月 - 2015年9月
- 春の高校バレー
- FNNスピーク（フジテレビ） - 2014年7月28日 - 8月1日[7]
- FNS各局対抗! 格付けニッポン! 最強グルメNo.1決定戦!（フジテレビ）※関西テレビ代表 - 2016年3月31日
- FNNスーパーニュースアンカー（スポーツキャスター）※水 - 金曜 - 2012年10月 - 2015年3月
- ゆうがたLIVE ワンダー（スポーツキャスター 担当）※水 - 金曜 - 2015年4月 - 2016年3月
- 報道ランナー（サブキャスター）※木・金曜 - 2017年3月27日 - 2019年3月29日
- ごきげんライフスタイル よ〜いドン!（2013年6月 - 、火曜「いきなり！日帰りツアー」ナレーション）
- 2時45分からはスローでイージーなルーティーンで→1時50分からはスローでイージーなルーティーンで （天の声（ナレーション））※木、金曜 - 2021年4月1日 - 2023年9月